# Fensterreinigungsroboter

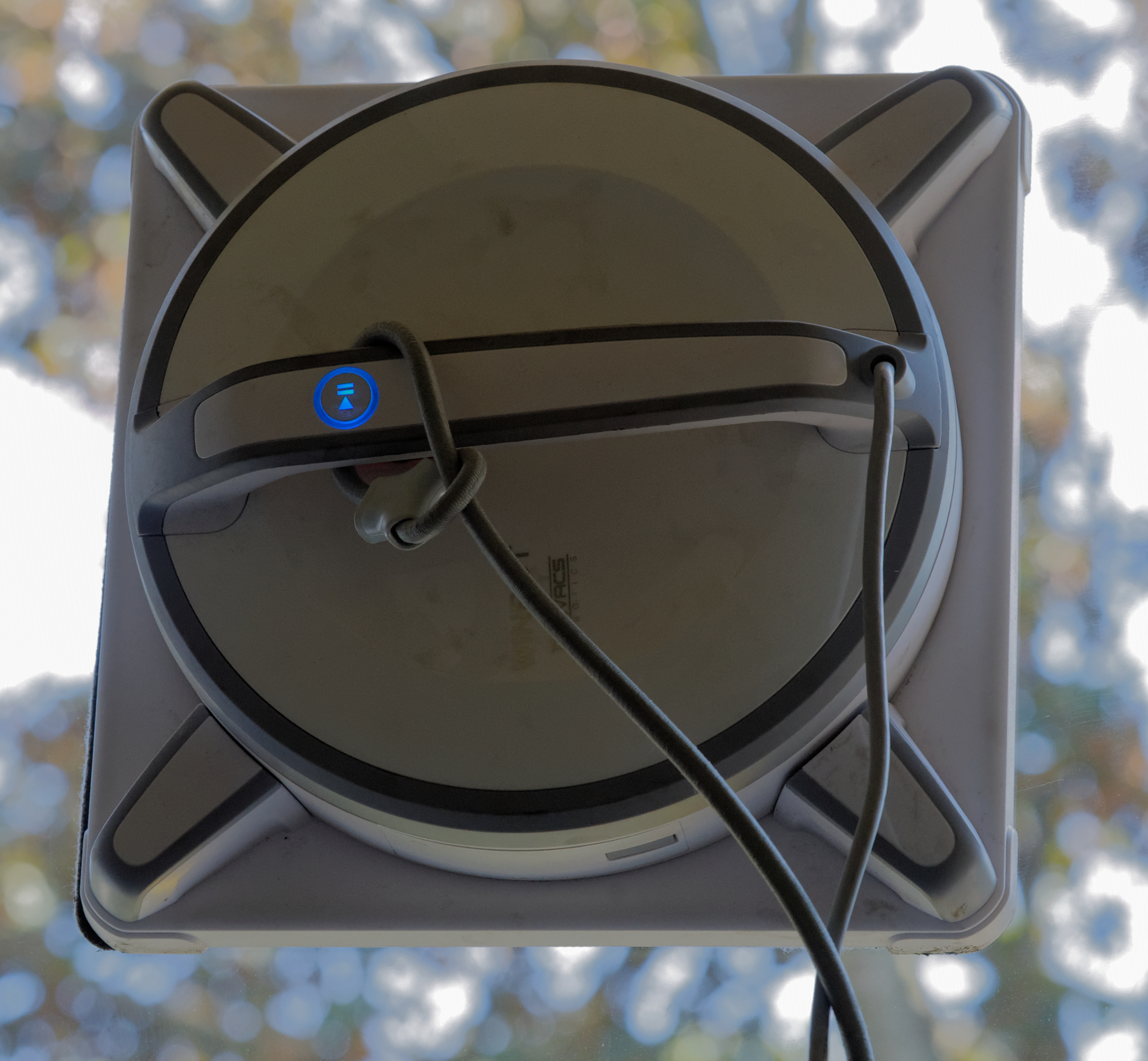
Fensterreinigungsroboter Winbot W930

Fensterreinigungsroboter, auch Fensterputzroboter und Fensterroboter, sind Haushaltsroboter, die selbstständig Glasflächen wie Fenster oder Spiegel reinigen können.
Es gibt diese Form des Fensterreinigungsroboters seit Ende der 2000er-Jahre. Sie stellen eine Form des Serviceroboters im Alltag dar.

## Kommerzielle Produkte
Kommerzielle Fensterreinigungsroboter gibt es in quadratischer Form mit einer Kantenlänge von ca. 30 cm wie die Serie Ecovacs Winbot oder mit zwei nebeneinander angebrachten runden Wischern von ca. 10 cm Durchmesser von Sichler. Diese Roboter saugen sich an der Scheibe fest und haben ein Sicherungsseil, um einen Absturz zu vermeiden. Ebenfalls haben alle Geräte einen Akku dabei, um bei einer Stromunterbrechung nicht sofort von der Scheibe zu fallen.
Zum Gerät wird üblicherweise eine Fernbedienung geliefert, mit der man den Fensterreinigungsroboter auf der Scheibe bewegen kann. Dies ist sinnvoll, wenn der Roboter nach der Reinigung mitten auf der Scheibe anhält oder das Reinigungsprogramm nochmals gestartet werden soll. Zusätzlich kann die Reinigung damit manuell gesteuert werden.
- Fensterreinigungsroboter Hobot-188

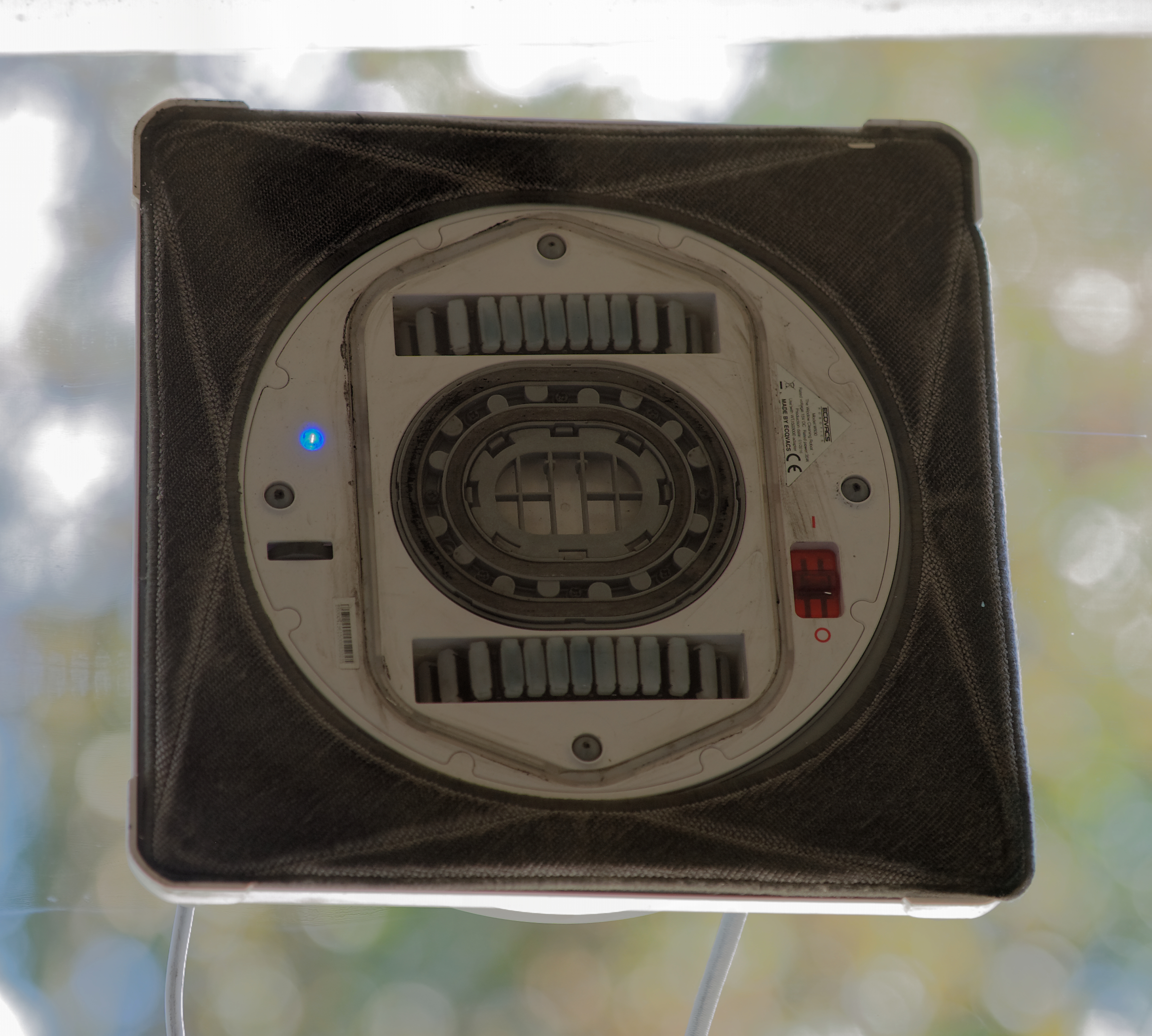
Der ECOVACS Winbot W930 von unten mit der blauen Kontrollleuchte
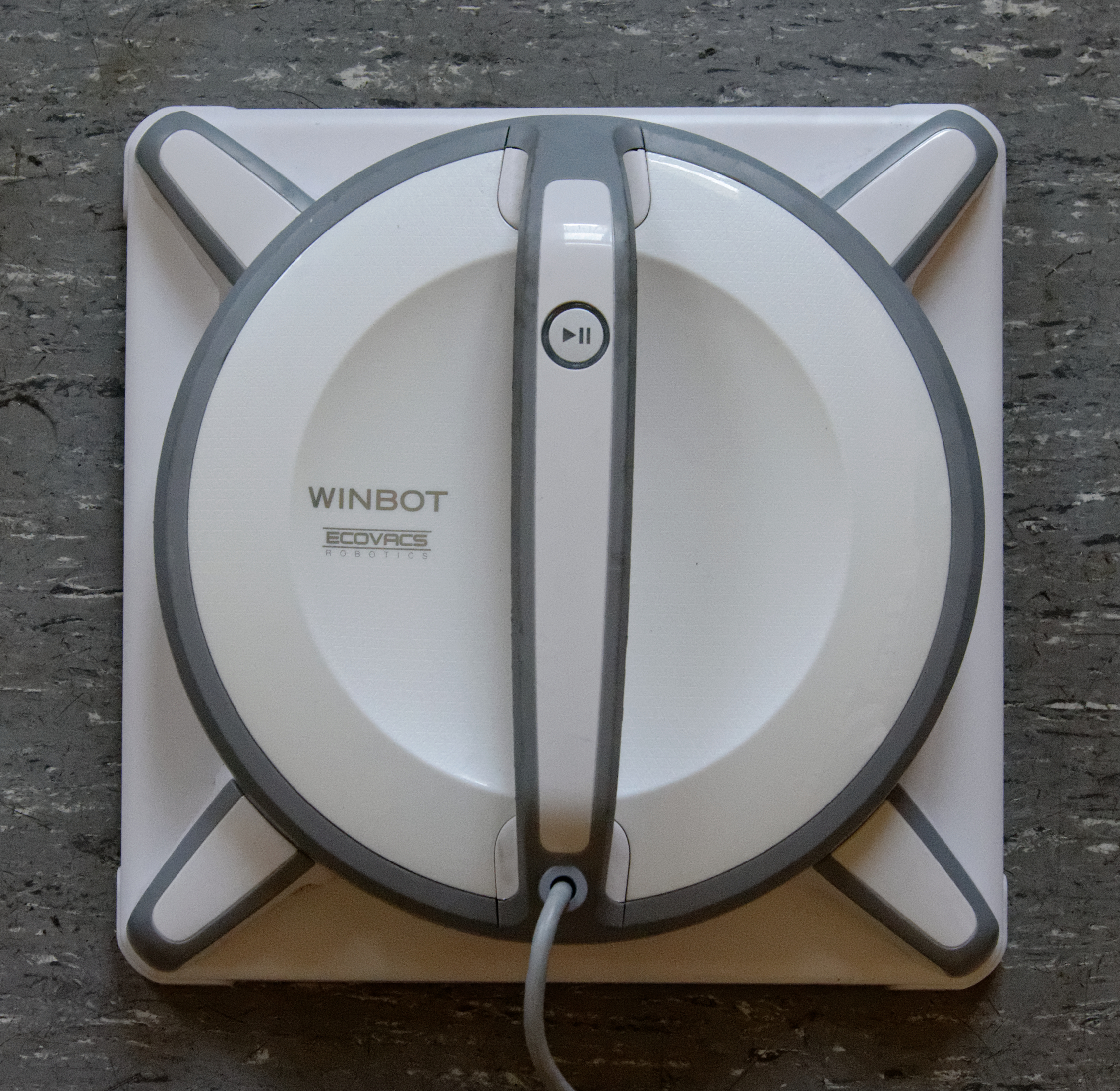
Der ECOVACS Winbot W930 von oben
- Fensterreinigungsroboter Eurobots Cleanbot W28 (baugleich zu Windoro)
- Ein Reinigungsroboter für Fenster oder Solaranlagen auf der Louvre-Pyramide

## Vor- und Nachteile
Der signifikanteste Nutzen liegt in der Auslagerung des Putzvorgangs an den Roboter. Bis auf das Platzieren und Abnehmen des Geräts arbeitet ein Fensterreinigungsroboter autonom und es ergibt sich ein Mehrwert in puncto Zeitersparnis und Aufwand. Den signifikantesten Schwachpunkt markiert die noch nicht hundertprozentig ausgereifte Eckenreinigung.

### Nutzen
- Auslagerung der Arbeit erspart Aufwand
- Keine körperliche Anstrengung beim Fensterputzen
- Prädestiniert für hohe Bereiche mit schlechter Erreichbarkeit
- Keine Gefahr durch die Benutzung von Leitern
- Gerät sichert sich über Seil und Notstrom-Akku
- Sensor erkennt Glasscheibe, Rahmen und Abgrund
- Punktuelle Reinigung durch manuelle Steuerung via Fernbedienung möglich

### Schwachpunkte
- Anschaffungskosten
- Nacharbeiten in den Ecken nicht ausgeschlossen
- Eingewöhnungsphase
- Reinigung erfolgt nicht so schnell wie durch Menschenhand

## Nichtkommerzielle Systeme
Neben kommerziellen Systemen kommt die Reinigung von Fensterscheiben auch als komplexes Anwendungsbeispiel für universelle Serviceroboter zum Einsatz. Dabei können verschiedene Technologien erforscht und kombiniert werden, wie beispielsweise die feinfühlige Interaktion mit der Umgebung, die Bilderkennung, die Trajektoriengenerierung oder die künstliche Intelligenz. Ein humanoides System, das bereits erfolgreich autonom Fenster reinigen kann, ist der Roboter Rollin’ Justin.